# Schwedenstein

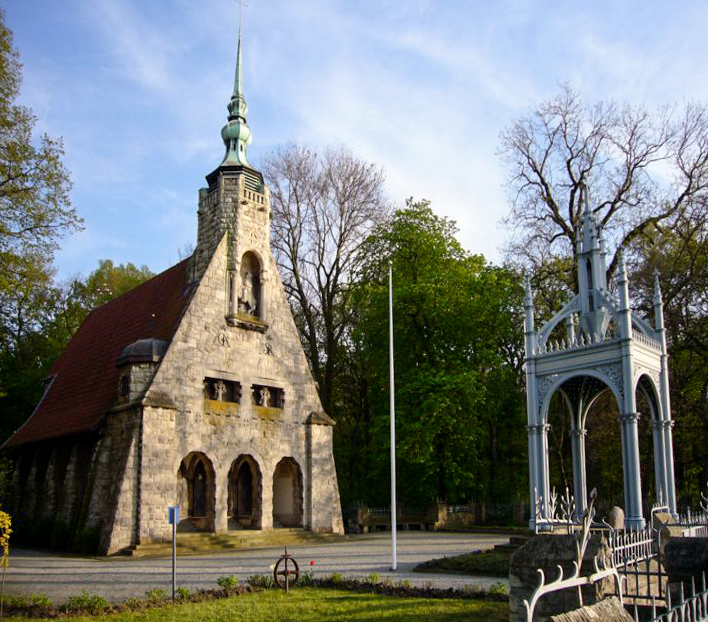
Schwedenstein under monumentet vid Gustav Adolfs-minneskapellet utanför Lützen.

Schwedenstein (svenska: Sverigestenen) är en minnessten, belägen strax nordost om staden Lützen i förbundslandet Sachsen-Anhalt i östra Tyskland. Stenen restes till minnet av den svenske kungen Gustav II Adolfs död i Slaget vid Lützen den 6 november (gamla stilen) eller 16 november (nya stilen) 1632, på den plats där han efter slaget hittades ihjälskjuten. Svenska turister brukade förr ta med en bit av stenen.

## Gustav II Adolf-minnesplatsen vid Schwedenstein
Den 6 november 1837 restes ett monument i form av en 10 meter hög järnbaldakin i gotisk stil ovanför stenen, ritat av den vid denna tid ledande preussiske arkitekten Karl Friedrich Schinkel. Baldakinen finansierades genom en insamling bland Tysklands protestanter med anledning av 200-årsfesten till minne av Gustav II Adolfs död. Vid invigningen år 1837 var cirka 30 000 människor på plats.
Redan Axel Oxenstierna hade planer på att utmärka kungens dödsplats med ett minneskapell. Det skulle dock dröja nära tre sekler innan rikskanslerns tanke förverkligades. År 1907 invigdes ett minneskapell intill monumentet, ritat av arkitekten Lars Israel Wahlman och bekostat av den svenske konsuln och filantropen Oscar Ekman och hans fru Maria. Ekmans efterlevande instiftade 1931 Stiftelsen Lützenfonden, en avdelning inom Riksföreningen för svenskhetens bevarande i utlandet, med uppdraget att underhålla minnesplatsen i Lützen och främja Gustav II Adolfs minne i utlandet. Hela platsen benämns idag Gustav-Adolf-Gedenkstätte och har ett litet museum, inrymt i en stuga i svensk stil, som är öppet för guidade visningar under sommarsäsongen.

## Gustav Adolf-minnesmärken i och omkring Lützen
- En större utställning om slaget finns på Lützens slottsmuseum.
- I den närbelägna byn Meuchen finns även Gustav Adolf-minneskyrkan, som ursprungligen var byns medeltida bykyrka, dit Gustav II Adolfs lik enligt tradition först ska ha förts efter slaget.
- Stadens rådhus har en staty av Gustav II Adolf.
- En lokal högstadieskola och en förskola är också uppkallade efter Gustav Adolf. Det tidigare Gustav-Adolf-gymnasiet är sedan 1999 nedlagt.
- I Sankt Thomaskyrkan i Leipzig är ett av kyrkofönstren ägnat åt Gustav II Adolfs minne.
- I staden Weissenfels sydväst om Lützen finns en utställning om slaget vid Lützen och trettioåriga krigets verkningar i området, i museet Geleitshaus Weißenfels. Gustav II Adolfs lik balsamerades i detta hus dagen efter slaget.